# Effetto dello ione a comune
L'effetto dello ione comune, o effetto retrocessione, è un termine utilizzato per descrivere l'effetto dovuto alla dissoluzione in una soluzione di due soluti con stesso ione.

La presenza dello ione comune sopprime, ad esempio, la ionizzazione di un acido debole o base debole.

L'aggiunta di uno ione in comune ad una soluzione satura contenente un sale poco solubile provoca la diminuzione della solubilità del sale e ne determina la precipitazione.

## Esempi
- Se l'acetato di sodio e l'acido acetico sono sciolti nella stessa soluzione, entrambi si dissociano e ionizzano per produrre ioni acetato CH3COO-. L'acetato di sodio è un elettrolita forte e si dissocia totalmente in soluzione nei suoi ioni. L'acido acetico è invece un acido debole, pertanto si dissocia solo parzialmente (se messo a confronto con un elettrolita forte). Secondo il principio di Le Châtelier, l'aggiunta di anioni acetato dall'acetato di sodio fa diminuire la dissociazione dell'acido acetico (rispetto a quando esso sia da solo in soluzione) spostando il suo equilibrio verso sinistra.

CH3COONa(s)  → Na+(aq) + CH3COO-(aq)
CH3COOH + H2O(l) ⇄ H3O+(aq) + CH3COO-(aq)
Questo accresce il pH della soluzione che risulterà meno acida di una contenente solo acido acetico.
- Se l'acido cloridrico e l'acido tartarico sono sciolti nella stessa soluzione, entrambi si dissociano per produrre cationi ossonio (H3O+). L'acido cloridrico è un acido forte e si dissocia totalmente in soluzione. L'acido tartarico è invece un acido debole, pertanto si dissocia molto poco. Secondo il principio di Le Châtelier, l'aggiunta di cationi ossonio dall'acido cloridrico sopprime la dissociazione dell'acido tartarico spostando il suo equilibrio verso sinistra.

HCl + H2O(l) → H3O+(aq) + Cl-(aq)

HC4H5O6 + H2O(l) ⇄ H3O+(aq) + C4H5O6-(aq)
Questo si rivela utile per calcolare il pH della soluzione: la concentrazione degli ioni ossonio derivanti dall'acido tartarico può spesso (ma non sempre) essere trascurata, sia per la bassa costante di dissociazione acida, sia per l'effetto ione comune che ne riduce ulteriormente la dissociazione, quindi, con ottima approssimazione:
{\displaystyle pH=-\log _{10}a_{HCl}}
- Sciogliendo in acqua due ipotetici sali MX ed MY, questi avranno rispettivamente prodotto di solubilità:

Kps MX = [M+] [X-]
Kps MY = [M+] [Y-]
[M+] però in questo caso sarà la somma delle concentrazioni dei due sali col risultato che entrambi risulteranno meno solubili di ognuno preso separatamente.